# Institut Médico-Psycho-Pédagogique P.S.-Decroly

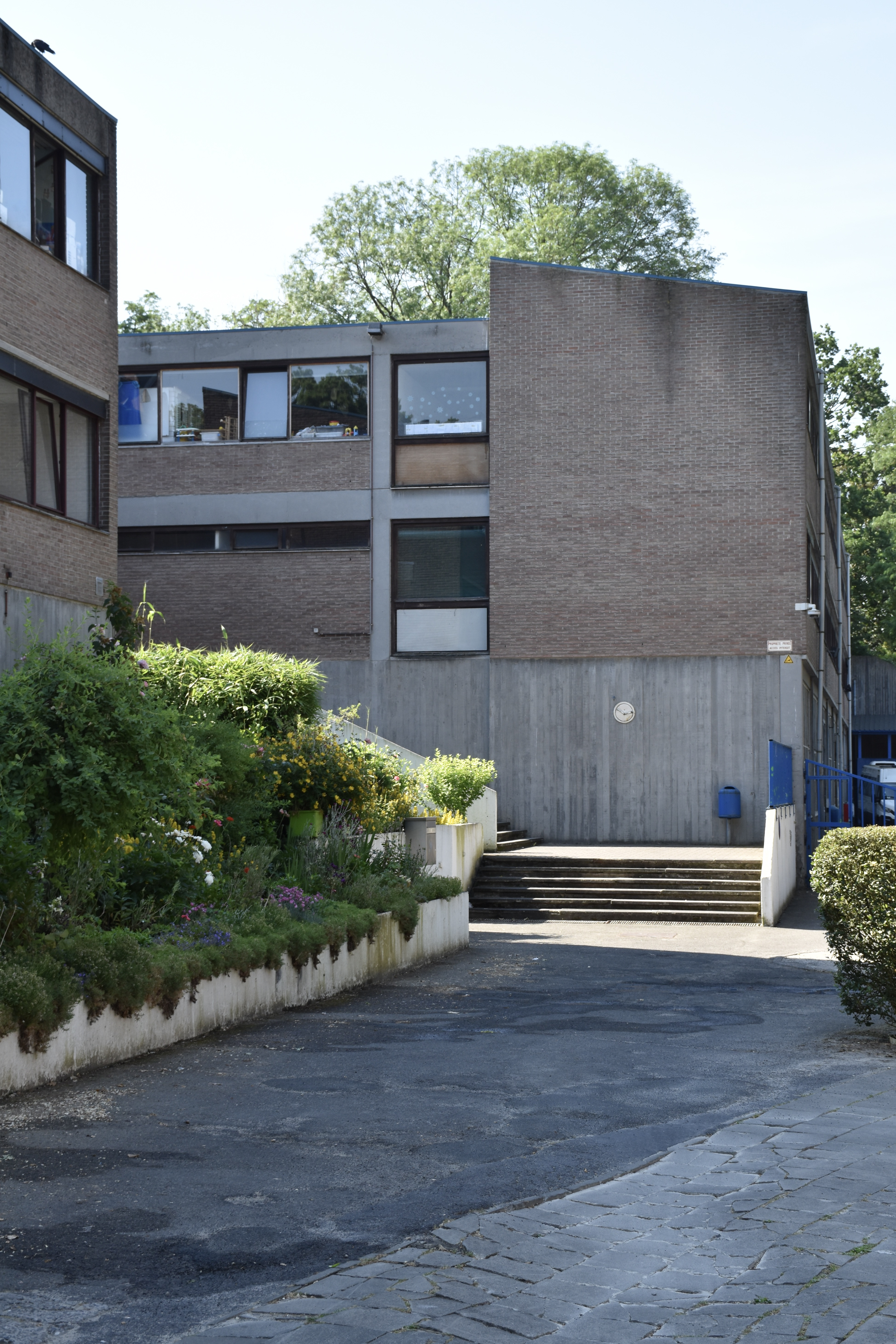
Vue du dispositif d'entrée depuis la cour.

 (juin 2023).
 (juin 2023).
- Si vous ne connaissez pas le sujet, laissez ce bandeau (vous pouvez alors contacter les auteurs).
- Si vous supprimez le contenu mis en cause (vous pouvez préalablement contacter les auteurs),

argumentez précisément cette suppression dans la page de discussion
(un manque de référence n'est pas un argument ; une recherche réelle de référence doit avoir été effectuée, être formellement documentée).
L'institut Médico-Psycho-Pédagogique P.S.-Decroly est un bâtiment construit par l'architecte bruxellois Jacques Wybauw, et livré en 1972. L'établissement est accessible depuis le numéro 2 de l'avenue du Jonc ou par le numéro 9 de la rue du Bambou à Uccle, se trouvant à proximité de la station de train Uccle-Stalle.  
Il ne faut pas confondre l'Institut Decroly qui fait l'objet de cette page avec l'École Decroly se situant près du Bois de la Cambre. 

## Histoire
En 1901, le Docteur Jean-Ovide Decroly fonde un institut spécialisé pour les enfants dits « irréguliers », c'est-à-dire en besoin d’une éducation spécifique et d’un accompagnement plus important. Les classes se font dans sa maison personnelle rue de la Vanne, dans la commune d’Ixelles. Il déménagera dans la Commune d’Uccle (Stalle).
L’endroit est encore très naturel, la zone était encore peu urbanisée à l’époque. Aujourd’hui encore, Uccle demeure une des communes les plus vertes de Bruxelles.
En 1932, le docteur meurt et l’Institut d’enseignement spécialisé est repris par ses filles. À cette époque, les infrastructures prévues pour les enfants deviennent insuffisantes. Mais le manque de fonds pour le financement d’une extension prévient la construction de nouveaux locaux.
Cette situation fut exacerbée par le second conflit mondial de 1939-1945. Malgré cela, les cours continuèrent mais dans des classes de plus en plus vétustes. Afin de supporter les coûts de fonctionnement, les héritières du docteur font appel à la société coopérative d’assurances La Prévoyance Sociale. S’étant déjà occupée de prendre en charge d’autres instituts de ce genre, cette dernière prit en charge le rachat de l’Institut Psycho-Médico Pédagogique Decroly. Les fonds débloqués permirent aussi d’acheter les terrains avoisinant l’Institut, évitant ainsi le risque d’un achat de promoteurs immobiliers fortement intéressés par les parcelles.
Le nouveau gestionnaire choisit le Bureau d’Architecture et d’Urbanisme Jacques Wybauw pour mener à bien le projet du nouvel Institut. Les documents de l’architecte indiquent que l’avant-projet date du 4 mai 1970. Les grandes lignes du projet sont déjà établies ; trois bâtiments composeront l’ensemble, l’ancien sentier sera transformé et deviendra la Rue du Bambou. La proximité avec la station de train Uccle-Stalle est prise en compte comme une qualité du projet. Les deux maisons de l’Institut originel font partie intégrante du plan-masse et du fonctionnement du nouvel ensemble.
Une fois le dossier d’exécution déposé et validé par le service d’urbanisme, le chantier peut enfin commencer le 8 mars 1971. Le nouvel Institut « P.S.-Decroly » est inauguré l’année suivante le 21 août 1972.
Des photos prises quelques années plus tard, en 1976, montrent déjà quelques changements, principalement au niveau paysager. Les différents parterres dans la cour sont supprimés et la partie engazonnée qui «coulait» sur la cour de récréation est rabotée et délimitée par un petit muret. Des grillages sont ajoutés sur le mur de soutènement de l’internat et des briquettes sont collées à l’aide d’un mortier sur la «Tour» autrefois en béton brut de décoffrage.
Le 10 novembre 1987, des transformations intérieures sont réalisées. Trois des cinq patios présents aux étages de l’école et du semi-internat sont réduits de moitié afin d’étendre les locaux, perdant dont un apport de lumière significatif dans les couloirs.
En 1996, on observe que de lourds travaux sont faits afin de remplacer les toitures de ces deux mêmes bâtiments. Un cagibi est construit dans le prolongement de l’école paré de briques, tentant péniblement de se dissimuler.
De plus l’apparition d’une haie plantée entre l’Institut et les deux maisons du Docteur Decroly signale vraisemblablement qu’elles ne font définitivement plus partie du fonctionnement de l’ensemble.	
Ce propos est corrélé par la vue aérienne de 2004 sur laquelle on voit qu’une de ces maisons a été démolie et que le terrain est prêt à accueillir une nouvelle construction qui sera visible achevée sur la même vue en 2009.
Le 13 juillet 2005, une décision du service d’urbanisme permet la démolition et la reconstruction du bâtiment se trouvant dans le haut de la parcelle, initialement construit par les premiers pensionnaires de l’institut. À la place de celui-ci émerge une bâtisse préfabriquée de taille légèrement plus importante.
Sept années plus tard, en 2012, d’autres grillages apparaissent entre la cour de récréation et l’accès à l’internat, marquant davantage la séparation ce bâtiment avec les deux autres. En effet, aujourd’hui l’internat n’accueille pas spécialement les enfants étudiant à l’Institut Decroly, mais aussi d’autres personnes issues de l’extérieur.
En 2015 c’est encore une perte au niveau paysager. l’Arbre qui était planté devant l’entrée de la Rue du Bambou et qui avait tenu jusque-là est abattu. La raison de cette décision est inconnue, il se peut qu’il ait été malade, ou que celui-ci gênait tout simplement.
Récemment, de nombreux châssis en bois ont été remplacés par des châssis en PVC imitant la teinte des premiers. C’est le cas pour l’entièreté de l’internat. Le semi-internat est encore préservé à ce niveau-là, et l’école à vu déjà disparaître presque tous les châssis de la façade à rue.

## Description générale

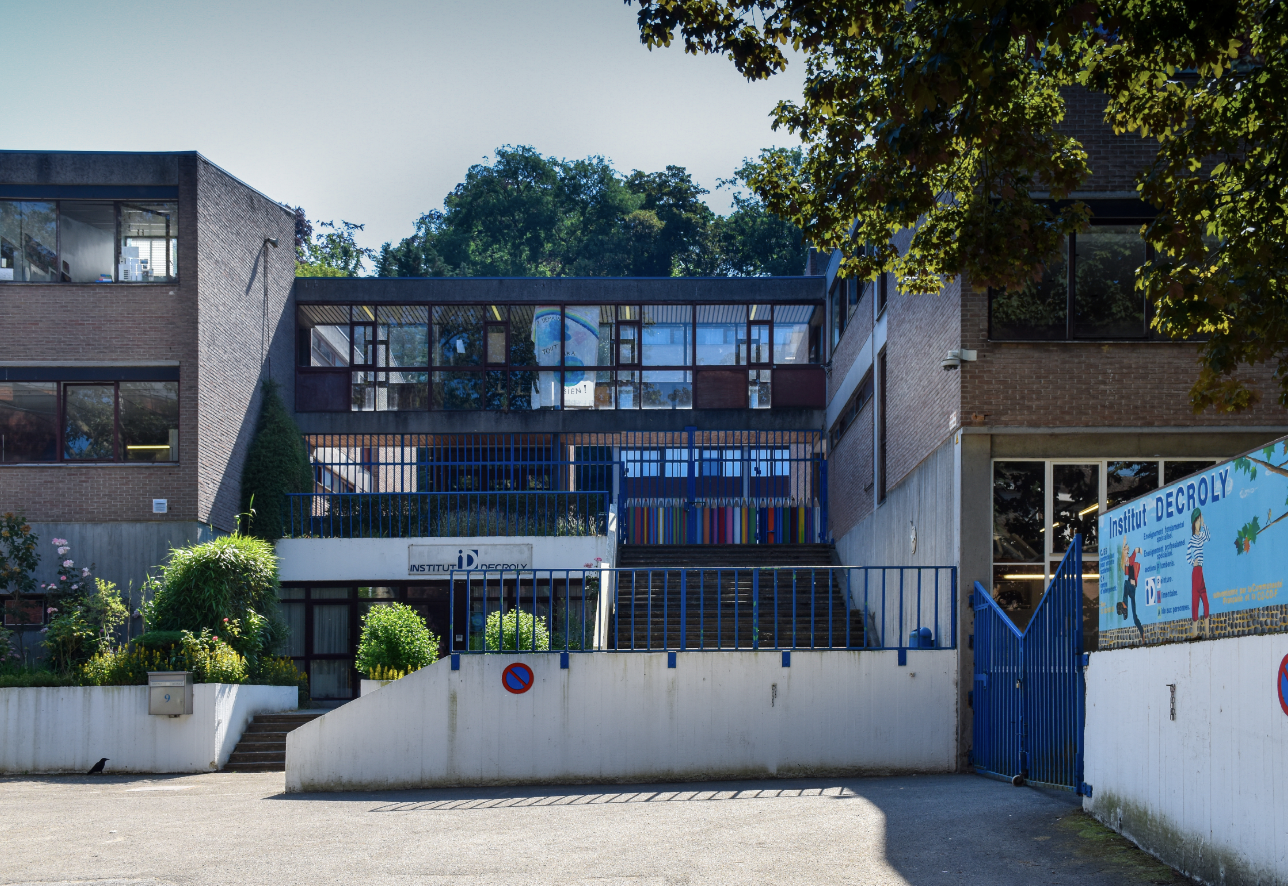
Entrée de l'Institut, Rue du Bambou n°9

La parcelle occupée par l’Institut Decroly se trouve dans la commune d’Uccle, non loin de la frontière régionale, près de la station de trains Uccle-Stalle. Elle est comprise entre deux voiries, l’avenue du Jonc et la rue du Bambou, chacune offrant un accès à l’établissement. Le terrain se déploie sur un dénivelé important, approximativement vingt mètres entre l’accès le plus haut et celui le plus bas. Les différents bâtiments se trouvent dans le bas de la parcelle, la pente y étant moins raide. Face à la rue du Bambou sont construits les deux bâtiments les plus volumineux, il s’agit du semi internat et de l’école en contrebas. Tous deux ont un sous-sol encaissé dans le terrain et sont accessibles depuis le niveau de la voirie. Ces deux bâtiments sont articulés autour du système d’entrée, composé d’un escalier monumental, du hall d’accueil intégré dans le terrain et de la galerie de liaison vitrée qui joint les deux étages. La cour de récréation n’est à l’origine pas séparée physiquement de la rue, le passage surélevé et les marches détenaient ce rôle symbolique. L’accueil et la cour sont reliés à cette galerie grâce à un dispositif appelé la «Tour», une cage d’escalier en demi-cercle faite de béton plein. 

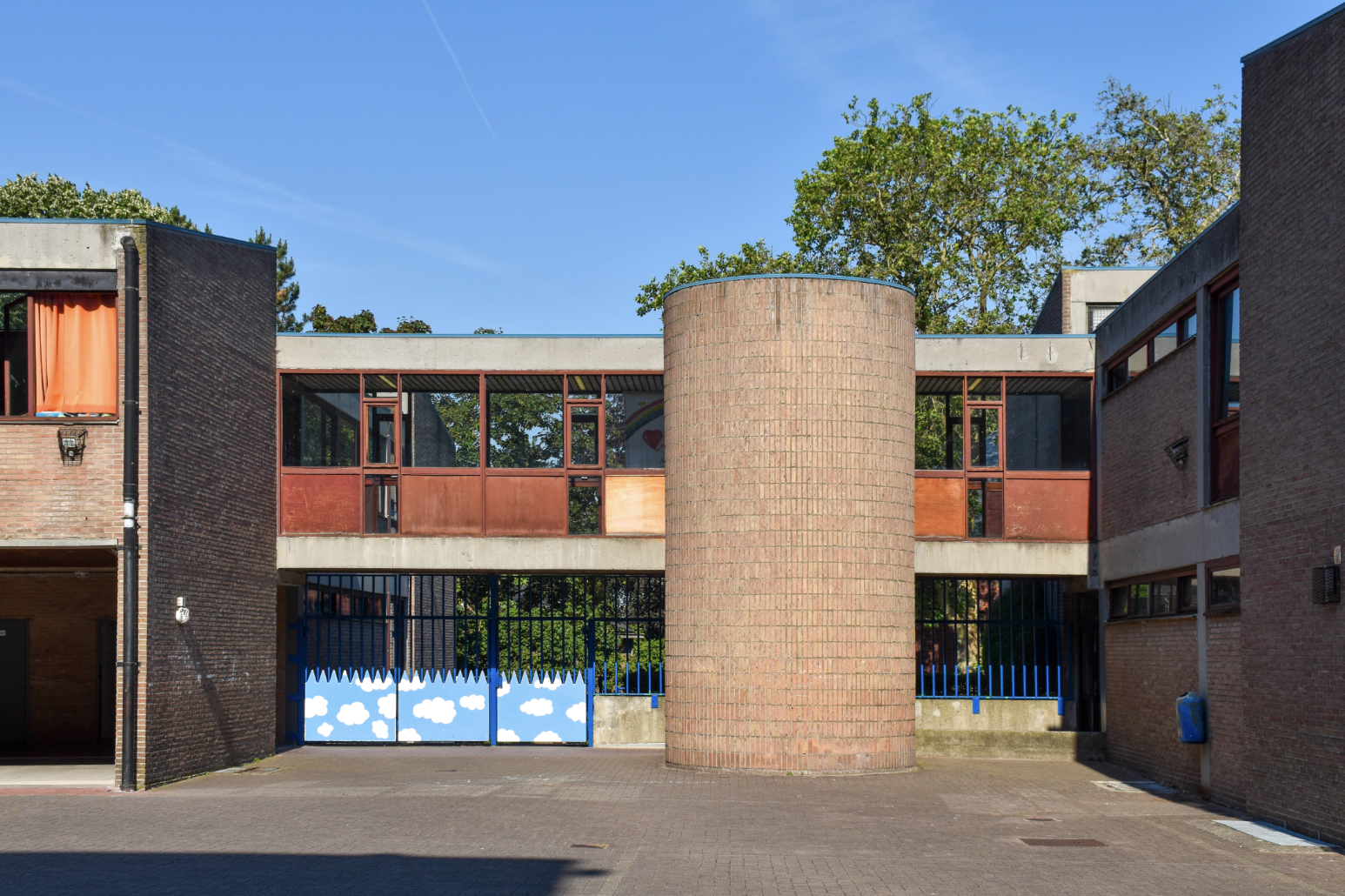
La "Tour" et la galerie de liaison

L’ensemble fonctionne par niveau, une fois passé l’entrée et arrivé dans la cour, il faut monter pour arriver à l’internat, construit à la suite de la perspective du dispositif d’entrée. Ce dernier bâtiment a un plan carré et se développe sur quatre niveaux dans la zone la plus verte du terrain. La partie la plus haute du site comprend un petit bâtiment, ayant subi une démolition, à l’époque, pour laisser place, actuellement, à un volume en tôle ondulée, accueillant les enfants.
Les matériaux principalement visibles sont le béton et la brique. Le béton est utilisé de plusieurs manières, on le retrouve dans les éléments de structure, mais aussi dans ce que nous pouvons appeler les socles des constructions et la finition des linteaux et des corniches en façade. 
Dans un second temps, la brique est employée pour le corps principal des bâtiments. Les châssis sont, en grande majorité, en bois à l’exception de ceux présents dans les ateliers situés au sous-sol de l’école jouxtant le parking.
Chaque bâtiment, comme leur nom l’indique, a sa fonction. Le semi-internat est occupé au dernier niveau par les services d’accompagnement et soins médicaux destinés aux enfants. Cet étage n’est accessible qu’en traversant la galerie qui le lie aux classes se trouvant dans l’école. Le rez-de-chaussée lié à la cour de récréation sert de réfectoire et de cantine. Le sous-sol est destiné aux locaux techniques et aux ateliers d’apprentissage de métiers comme la soudure ou la mécanique.
L’école, comme décrit précédemment, accueille à l’étage, les classes. Cet étage est organisé longitudinalement. Deux couloirs desservent les différents locaux à la manière d’un peigne. Cette façon d’organiser l’espace permet l’intégration de la galerie de liaison dans les plans des deux bâtiments. Des patios sont créés dans la tranche centrale afin d’amener la lumière dans les dégagements. La toiture est à double versant mais ne se rejoint pas au faite, grâce à cela des fenêtres zénithales sont créées pour amener davantage de lumière dans les pièces.
Le rez-de-chaussée de l’école fonctionne avec la cour de récréation. En plus des quelques classes spécialisées supplémentaires et d’un atelier, y sont aménagés les sanitaires directement accessibles depuis le préau. 

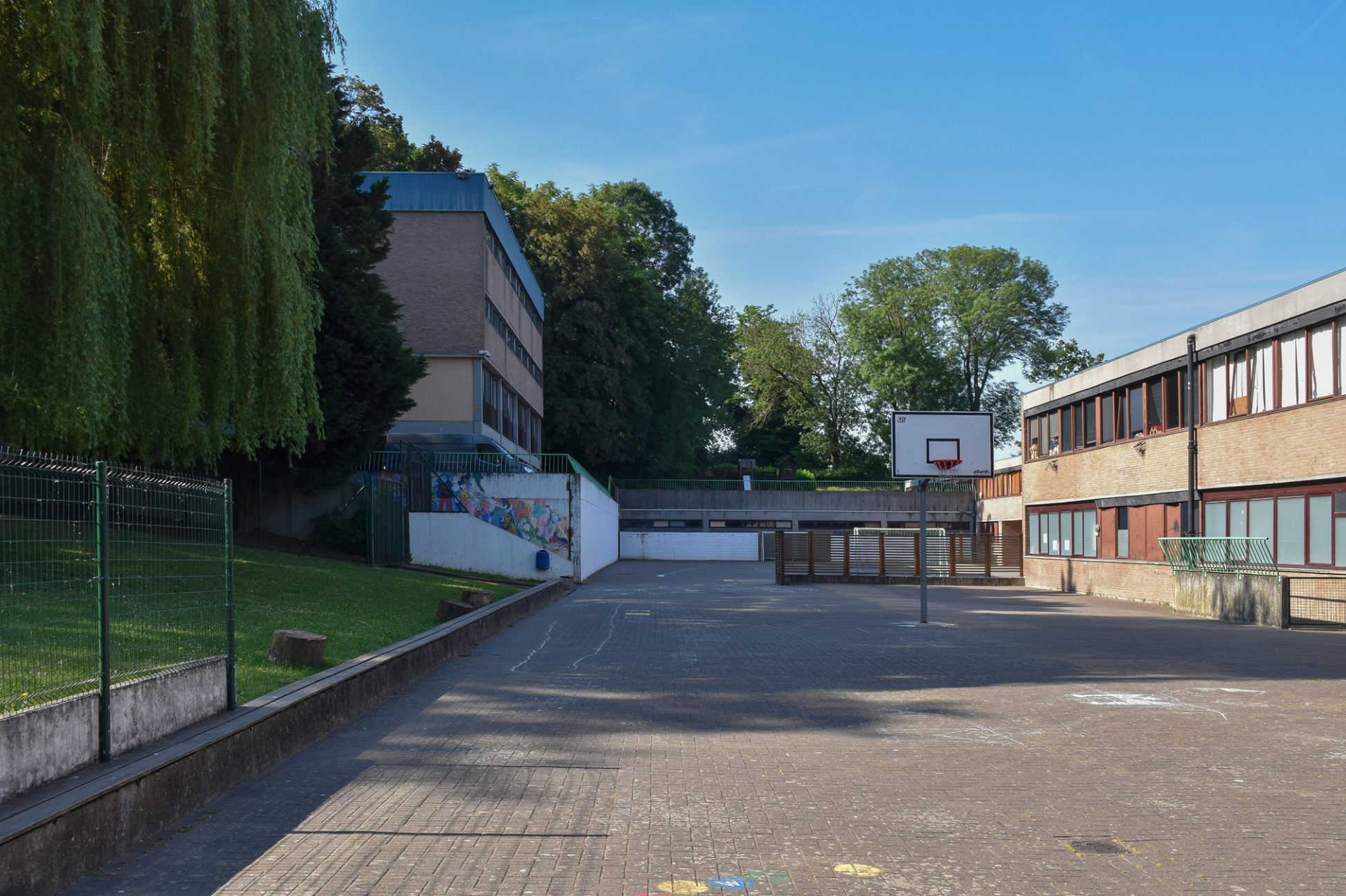
Cour de récréation.

C’est dans ce bloc qu’est aménagé l’escalier, il permet de monter afin d’accéder aux étages ainsi qu’à la salle de gymnastique située au demi niveau inférieur, légèrement sous le niveau de la cour. Ceci permit de végétaliser la toiture et d’étendre les espaces verts. Enfin, en descendant au plus bas, nous arrivons dans le sous-sol aménagé en ateliers.
L’internat quant à lui, dispose au rez-de-chaussée d’une aire couverte, servant aujourd’hui de parking, protégeant l’entrée. À ce niveau est installée une sous-station de chauffage ainsi que deux appartements. Les étages sont organisés autour d’un bloc central composé de sanitaires et de la circulation verticale, un escalier ainsi qu’un ascenseur ne servant plus que de monte-charges. Les espaces s’articulent autour de ce noyau. Au premier, sont prévus des foyers et des réfectoires. 
Aux deux derniers étages, nous retrouvons les chambres, les salles de bains, les espaces de vie communs et salle à manger. Un couloir est dégagé à chaque niveau menant à l’accès de secours, à l’arrière du bâtiment.

## Construction
Le chantier démarre officiellement le 8 mars 1971 sous la responsabilité des Entreprises Henri Ruttiens et fils. Cette société a une longue histoire et expérience à Bruxelles. Elle fut fondée en 1878. A l’origine, la société ne comptait que son fondateur. Il n’était en charge de petits chantiers uniquement. Dans les années 1920, l’entreprise se déploie et réalise des commandes de plus en plus complexes, développant ainsi ses compétences. 
À la suite de quoi, la prise en charge du chantier de l’institut Decroly n’était qu’une formalité. Les travaux de terrassement sont suivis par le début de la construction du bloc « A », le semi-internat. La structure du bâtiment est un système de poteaux et de poutres en béton armé. Le remplissage entre les éléments de structure sont exécutés à l’aide de blocs de béton creux au niveau de certains murs de sous-sol et soubassement. Ensuite, un cimentage est effectué sur les murs contre terre avec, en plus, un revêtement de type « coaltar » pour assurer l’étanchéité.
La section visible du soubassement, à côté du dispositif d’entrée, se compose d’un voile entièrement coulé sur place. Le béton est moulé à l’aide d’un coffrage voligé, autrement dit un coffrage réalisé à l’aide de planches de bois, vraisemblablement du pin, placées à la verticale.
Le plancher situé entre ce niveau du rez-de-chaussée, étant celui de la cour de récréation, est construit à l’aide de hourdis préfabriqués. 
Le plancher séparant le rez-de-chaussée de l’étage, quant à lui, est fait de « hourdis nervurés » ce qui s’apparente à un système de poutrains et entrevous.  Nos observations indiquent une utilisation d’entrevous en bois aggloméré venant servir de coffrage perdu pour la réalisation des dalles de béton de l’étage.
Au niveau des étages, on retrouve le même système de poteaux et poutres. Les murs des pignons sont remplis à l’aide de blocs de béton creux. A l’intérieur, les remplissages entre les colonnes servant comme séparations des différents locaux, sont faits à l’aide des briques identiques à celle du parement extérieur. 
Ces briques ont un format de 19x9x5 et sont décrites par le fournisseur comme « jaune-rosé, rugueuses et flammées ». La surface de la brique est régulière et uniforme, sa couleur actuelle tend vers le jaune, cependant les petites cavités liées à leur méthode de cuisson, ne sont plus perceptibles aujourd’hui.
On retrouve également une seconde teinte de brique appelée « tête de nègre » désignant une teinte tirant vers le noir. Elle est utilisée à l’intérieur des établissements sur les trois premières rangées de maçonnerie afin de dissimuler la saleté.
Le remplissage de briques visibles, à l’extérieur, est en réalité un « double-mur ». Celui-ci se compose de deux couches de briques, le parement extérieur et le contre-mur intérieur, séparées par un vide de six centimètres et fixé à l’aide de crochets. Cette partie du mur n’est pas porteuse, les châssis reposent sur une poutre en béton coulée après la pose des maçonneries. Elle sert également comme appui de fenêtre intérieur. Le parement des murs pignons ne dispose que de la couche extérieure.
Les toitures en pente ainsi que les plates, reprennent le même système de dalles en hourdis nervurés qu’a l’intérieur du bloc A. 
Dans la partie longitudinale se situant au centre, trois patios sont créés à l’aide de dalles sur plot, surmontés d’une coupole bombée en acrylique, acheminant la lumière naturelle à l’intérieur du bâtiment. 
Le revêtement de sol intérieur est composé d’un dallage de grès et le faux plafond est constitué d’un lattage appelé « plafond dampa ».
Pour ce bâtiment, au niveau du sous-sol, seul le noyau de circulation et de techniques au centre du plan est composé de blocs de béton. Pour le reste, tout est fait à l’aide de béton armé coulé sur place, employant la technique des coffrages voligés, ainsi que de coffrages lisses pour les éléments structurels apparents telles que les colonnes et les poutres. L’étanchéité des murs contre terre est réalisée de la même manière que le semi-internat.  
Les planchers sont réalisés à l’aide de hourdis nervurés, à l’exception du noyau où l’utilisation de hourdis préfabriqués sera préférée. 
Les étages sont construits de la même manière que le semi-internat.
Ce qui diffère, réside dans le préau de l’école, s’appuyant sur des colonnes finies par un recouvrement de sections circulaires. 
L’internat (bloc « c ») est le dernier entamé. Il reprend les mêmes techniques de construction que les deux autres bâtiments. L’exception, ici, se trouve dans la structure poteaux-poutres, visible sur les deux premiers niveaux. Le remplissage, dans ce cas, se faisant à l’aide de grands châssis ou de voiles de béton moulés.  
La construction de la galerie de liaison et du hall d’accueil entre l’école et le semi-internat s’effectue vers la fin du chantier. Le hall est intégré dans le dispositif paysager grâce à sa toiture végétale, visible également au niveau de la salle de gymnastique.
La cage d’escalier qui relie cette galerie était, au départ, conçue en béton moulé mais les photos de 1976 attestent d’un changement par un recouvrement à l’aide de briquettes. Il en va de même pour les différents parterres végétaux répartis dans la cour. Ils ont été supprimés la même année. Un muret en béton de 40 centimètres de haut jouxtant la « tour » en témoigne aujourd’hui. 
L’escalier se trouvant à l’intérieur a, lui aussi, subit une modification dès la phase de dessin du projet. Au départ, était prévue, une conception identique pour les deux volées avec des marches en granito. Il a été décidé, ultérieurement, de remplacer l’escalier du bas, lié au hall d’entrée, par une version métallique de celui-ci aux marches en bois.
Toutes les pièces accueillant les sanitaires sont recouvertes de carreaux de céramique émaillée blancs.
La technique du béton moulé est utilisée pour les nombreux murs de soutènement et rampes extérieurs, mais également pour celles de l’intérieur. 
Pour citer les endroits concernés, il y a : les murs entre le parking et la rue, les murs contre terre du parking, le mur de soutènement entre la cour et l’internat, … 
Des peintures murales sont aussi prévues à l’origine, d’après les photographies de l’époque. 
La cour est, initialement, recouverte d’un pavement de dalles carrées en asphalte de 25 centimètres de côté sur 25 de large.
Les zones engazonnées qui débordaient sur la cour de récréation ont été réduites et sont, ultérieurement, remplacées par un mur de soutènement d’environ cinquante centimètres.
Les portes intérieures ont des chambranles métalliques et les portes d’accès vers la cour de récréation, sont également métalliques, c’est-à-dire ; les portes qui mènent à la « tour », les portes du réfectoire et du préau.
Les portes et fenêtres des ateliers au sous-sol de l’école qui sont également  métalliques mais, ont la particularité d’être peintes en blanc contrairement aux autres.  Ces dernières font partie de nombreux éléments ayant été peint. C’est le cas des plinthes, radiateurs, tuyauteries, portes et chambranles métalliques.
Tous les autres châssis sont en bois. Au départ, prévus en afzelia, le cahier des charges indique une pénurie de ce matériau et opte finalement pour du méranti, un bois dont les caractéristiques mécaniques et esthétiques sont très proches de l’autre essence.

## Architecture

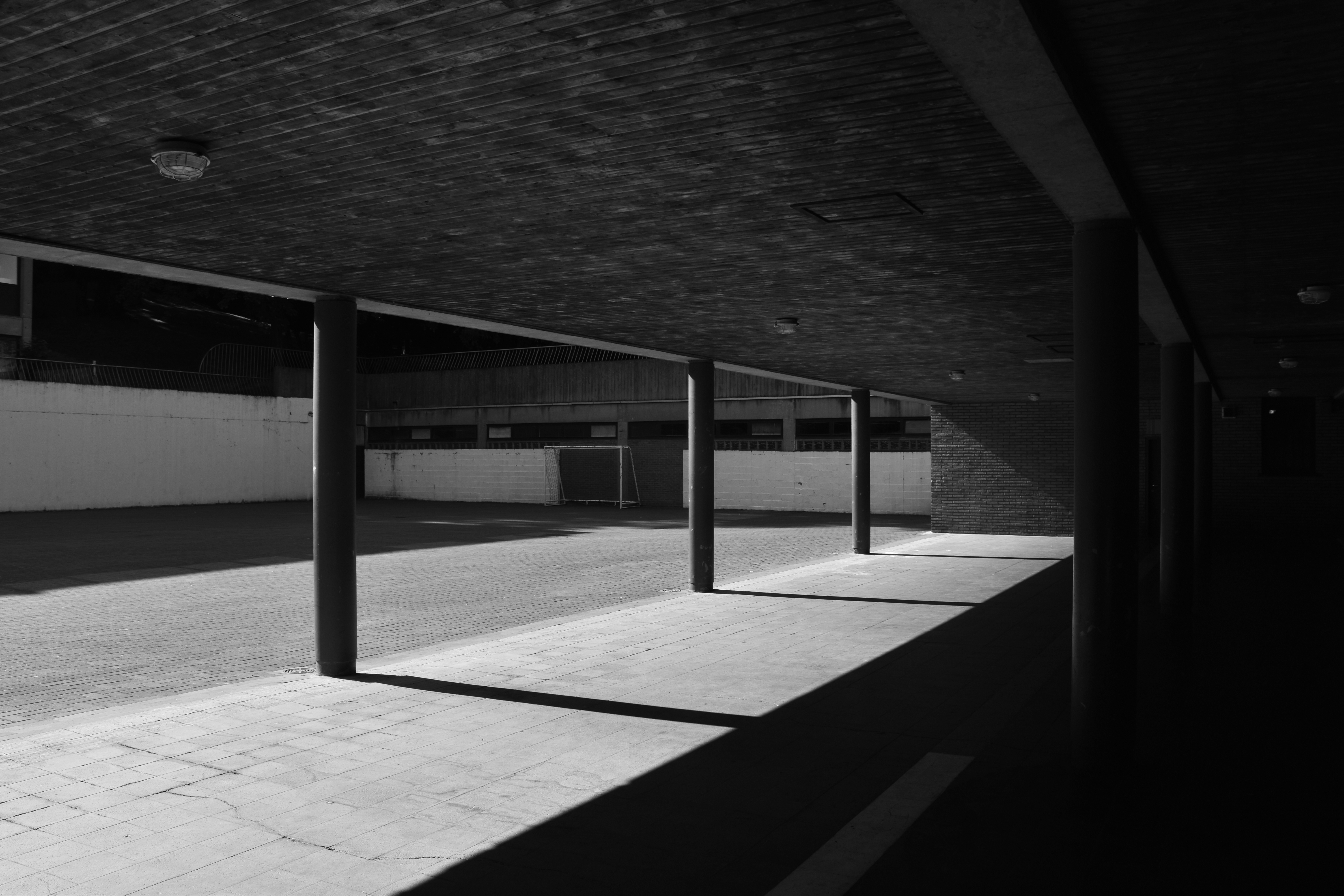
Vue du préau de l'école vers la cour.

Le fait que Pierre Puttemans prenne la peine d’intégrer cet ensemble dans son livre sur l’architecture moderne en Belgique est synonyme de la qualité et de l’importance qu’a le projet sur la scène belge.
L’architecte conçoit un nouvel institut avec une sensibilité remarquable pour le contexte. Cela se traduit d’une part avec l’intégration des deux maisons du feu Docteur Jean-Ovide Decroly dans le plan, mais aussi via l’utilisation du paysage à son avantage.
Deux axes de perspective sont discernables, l’un Nord-Sud qui est dégagé offrant une vue des anciennes maisons. La seconde dans l’axe Est-Ouest qui se trouve dans l’axe du dispositif d’entrée. Le parcours qui suit ce second axe permet de progresser dans cette perspective, montant les marches au fur et à mesure on arrive dans la cour avec une vue frontale de l’internat. Un second accès depuis l’avenue du Jonc opère le schéma inverse, on arrive depuis le haut de la parcelle, passant d’abord par la nature.
Les façades des bâtiments sont composées avec la rigueur habituellement retrouvée dans les projets de Jacques Wybauw. Cette façon de travailler lui permet de renforcer la cohérence d’ensemble du site. Chacun est composé de deux parties, le corps et le socle. Les fenêtres sont sous forme de bandeau, habituels dans la tradition Moderne à laquelle l’architecte s’apparente. 
Le choix des matériaux simples et qualitatifs à l’état brut soulignent l’idée d’une architecture économique. C’est cette caractéristique qui peut prétendre à catégoriser l’ensemble comme un bien brutaliste.
Cette période de l’architecture étant marquée par l’utilisation de béton brut de décoffrage. Ici on se rapproche davantage d’une tradition plus anglaise, proche de la définition des Smithsons et du concept de «As found». Les exemples d’une forme d’adaptation locale de courants internationaux en Belgique n’est pas rare.
L’Institut de Wybauw se trouve encore fortement imprégné des idées modernistes, principalement en termes de plan et de structure. Très pragmatiques et fonctionnels. Se rapprochant de l’idée du brutalisme anglais. 
Mais au-delà de cette apparente simplicité se cache une grande attention aux détails et à la mise en œuvre des matériaux. Ce caractère engendre un éloignement de la définition du «As found». Certes les matériaux sortent d’usine, mais les éléments comme le rejointoyage de la brique est propre contrairement à l’idée de départ de ce concept.
Les détails dont nous parlons sont par exemple le traitement de la liaison entre le corps et le socle du bâtiment, un léger débord de la brique permet de subtilement marquer leur différence, le tout accentué par une ombre portée qui se forme. L’esthétique du socle montre une recherche de la part de l’architecte. Le béton y est moulé dans des coffrages voligés placés à la verticalité. Cette disposition permet de modifier la perception de l’élément, en effet cela permet de donner une sensation plus grande hauteur. Cette méthode est systématiquement utilisée pour les étages du bâtiment qui se retrouvent contre terre, cela marque donc l’intégration dans le terrain.
Les châssis des socles sont aussi de plus grande taille venant en général remplir l’entièreté de la structure, marquant ainsi encore la différence de traitement de ces deux portions des bâtiments.
Un autre détail, visible sur l’internat, et se trouvant sur le socle permet de démarquer la structure. Les poteaux et les poutres se démarquent car ils se trouvent en saillie par rapport au remplissage de béton là où aucun châssis ne se trouve.
Les acrotères de l’école et du semi internat sont faits également en béton brut de décoffrage, mais à l’aide de coffrages lisses. Ceci permet de finir proprement le haut des bâtiments. Sur les murs qui ne présentent pas ce détail constructif, on observe que le haut de la brique est subtilement fini à l’aide d’un bandeau de béton de quelques centimètres seulement. Les linteaux de fenêtre sont aussi soulignés d’un liseré en béton.
Il y a donc bien cette dimension poétique dans l’imaginaire de Wybauw. Cela ne se retrouve pas que dans les nœuds constructifs mais aussi les nœuds entre les bâtiments. Le système d’entrée complète le site et malgré sa grande transparence, il génère une barrière symbolique entre la rue et l’institut. Le hall d’accueil vient habilement s’encaisser dans le terrain, formant la continuité avec entre l’école et le semi-internat. La galerie de liaison joue ce rôle de frontière symbolique, à la manière d’un passage sous un portique.
Les toitures ne sont pas un simple jeu formel, mais permettent de dégager des patios dans la travée centrale, amenant ainsi de la lumière dans les couloirs et bureaux avoisinants. Des ouvertures zénithales permises par les pentes de toiture baignent les classes de clarté.
Les bâtiments ne sont pas seulement entourés de nature mais en font partie. Les pièces comme la salle de gymnastique ou le hall d’accueil sont couvertes de toits végétaux. Des grands parterres végétaux sont aménagés dans la cour, face à la rue ou encore devant le parking. 
Du point de vue du programme, on peut souligner la qualité de son organisation. Aujourd’hui encore les bâtiments fonctionnent de la même manière qu’à l’origine, aucune extension n’a été nécessaire. Le semi-internat accueille toujours les services d’accompagnement et les bureaux. L’école est toujours occupée par les ateliers et les classes. L’internat, bien que n’accueillant plus spécifiquement des étudiants de l’institut, n’a pas changé d’usage. 
Cela souligne le fait d’avoir utilisé une conception du projet sous forme de «pavillons» que Jacques Wybauw n’utilise ici pas pour la première fois. En effet cette technique permet à l’institut une souplesse à travers le temps.